# 中华人民共和国行政区划代码 (7区)
- 本表行政区划代码参照中华人民共和国国家标准GB/T 2260历年发布的版本及修改单。

- “○”表示GB/T 2260首次执行时（1980年版本）制定的代码。

- “…”表示现时正使用的代码。

- 1980年、1982年版本中，未有制定省辖市市辖区的代码，所有带县的省辖市给予“××××20”的“市区”代码。

- 1984年版本开始对地级市（前称省辖市）市辖区制定代码，其中“××××01”表示市辖区的汇总码，同时撤销“××××20”的“市区”代码（追溯至1983年）。

- 1984年版本的市辖区代码分为城区和郊区两类，城区由“××××02”开始排起，郊区由“××××11”开始排起，后来版本已不再采用此方式，已制定的代码继续沿用。

- 1984年版本中，由地级市代管的县级市给予“××××20”或“××××19”的代码（追溯至1983年），1988年版本改以“××90××”省直辖县级行政单位汇总（追溯至1986年），1991年版本改以第五、六位数字“81−99”表示（追溯至1989年）。

- 行政区划字母代码在1999年版本首次制定，因此1999年或之前已撤销的行政区划没有字母代码。

- 最近变更的行政区划参照民政部按照编码规则发布的数字代码，字母代码待有GB/T 2260更新版本或修改单发布时补上。

根据中华人民共和国民政部颁布的中华人民共和国县以上行政区划代码，台湾地区（7区）的行政区划代码目前仅设台湾省自身一个编号（710000），但2018年8月19日公佈《港澳台居民居住证申领发放办法》的中，臺灣居民公民身份號碼地址碼為830000。
在中华人民共和国民政部编写的《中华人民共和国行政区划简册》中有关台湾地区的资料，除了列出省名（台湾省）和简称（台）外，包括行政区划代码在内的其他信息均未列出，并以“资料暂缺”括注。

## 台湾省（71）
| 数字代码 | 启用年份 | 废止年份 | 区划名称 | 字母代码 |
| -------- | -------- | -------- | -------- | -------- |
| 710000   | ○        | …        | 台湾省   | TW       |